# Wilhelm Scharrelmann
Wilhelm Scharrelmann (* 3. September 1875 in Bremen; † 18. April 1950 in Worpswede) war ein deutscher Lehrer und Schriftsteller.

## Leben
Scharrelmann war der Sohn eines Kolonialwarenhändlers. Er war der Bruder des Pädagogen und Schriftstellers Heinrich Scharrelmann (1871–1940).
Er besuchte in Bremen nach der Domschule wie sein Bruder das Bremer Lehrerseminar an der Hamburger Straße. Von 1896 bis 1905 war er Dorfschullehrer in Bremen-Seehausen, danach ab 1905 Lehrer in Walle und von 1908 bis 1921 an der Hilfsschule Vegesacker Straße. Während der Zeit als Pädagoge engagierte er sich für die Bremer Schulreformbewegung, deren prominentester Kopf Fritz Gansberg war.
Scharrelmann schrieb bereits vor dem Ersten Weltkrieg Romane, Erzählungen und Bühnenstücke für Jugendliche und Erwachsene.
Nach dem Ersten Weltkrieg verstärkte sich sein schriftstellerisches Schaffen und so quittierte er 1921 den Schuldienst in Bremen. Er ließ sich 1926 in Worpswede nieder, wo er bis zu seinem Tod im abgelegenen Tannenhof lebte und arbeitete. Zusammen mit Hans Leip und dem literarischen Freundeskreis um Hans Franck, Hans Friedrich Blunck, Agnes Miegel und Manfred Hausmann gründete er 1924 die konservative bis z. T. auch völkisch-national ausgerichtete Autorenvereinigung Die Kogge, die 1934 im Zuge der nationalsozialistischen Gleichschaltungspolitik aufgelöst und in der im Oktober 1933 gegründeten Reichsschrifttumskammer mit anderen Autorenvereinigungen zusammengefasst wurde. Scharrelmann selbst machte in der NS-Zeit mit seiner Heimatdichtung Karriere und war williger Akteur der Zeit.
In seinen Erzählungen stehen einfache Menschen im Mittelpunkt: Die Geschichten aus der Pickbalge (1919), Rund um Sankt Annen (1919) bis hin zu Ein Kind schlägt seine Augen auf (1938). Sie waren sehr beliebt – auch von offizieller Seite des NS-Staates aus. So bekam Scharrelmann 1935, mit anderen, den Literaturpreis der Provinz Hannover; die Grußworte bei der Verleihung sprach Dr. Erdmann aus Berlin im Namen des Propagandaministeriums und der Reichsschrifttumskammer. Zahlreiche weitere Beispiele für Scharrelmanns Regimetreue finden sich in dem Buch von Strohmeyer/Artinger/Krogmann. Seit August 1933 war er im Reichsverband Deutscher Schriftsteller und erklärte sich laut Akte im Bundesarchiv Berlin „vorbehaltlos bereit, jederzeit für das deutsche Schrifttum im Sinne der nationalen Regierung einzutreten“. Seit Mai 1934 war er zudem „Förderndes Mitglied“ der SS.
Nach dem Zweiten Weltkrieg schrieb Scharrelmann unter anderem die Fabeln Tiere, klug wie Menschen (1946) und die Märchen in Die schöne Akelei (1948).
Beigesetzt wurde er auf dem Worpsweder Friedhof.

## Werke

### Romane und Erzählungen
- Anna Maria, Prosadichtungen, 1900
- Die Fahrt ins Leben, 1907
- Stimmen der Stille, 1908
- Michael Dorn, 1909
- Piddl Hundertmark, Geschichte einer Kindheit, 1912
- Großmutters Haus und andere Geschichten, 1913
- Geschichten aus der Pickbalge, Erzählungen, 1916
- Täler der Jugend, 1919
- Rund um Sankt Annen, Erzählungen, 1919
- Die drei Brüder und anderes, 1920
- Jesus, der Jüngling, 1920
- Die beiden Kranze und andere Geschichten, 1920
- Selige Armut, 1920
- Schweigende Liebe, 1920
- Die erste Gemeinde, Erzählung, 1921
- Traumland, Novelle, 1922
- In Poppenburg, Novellen, 1922
- Hahnemanns Liebesgarten, Erzählung, 1923
- Das Testament und andere Erzählungen, 1926
- Das Fährhaus, 1928
- Hinnerk der Hahn, 1930
- Katen im Teufelsmoor, 1937
- Ein Kind schlägt seine Augen auf, 1938
- Tiere, klug wie Menschen, Erzählungen, 1946
- Die himmlische Wanderung, 1947
- Die Hütte unter den Sternen, 1947
- Die schöne Akelei, 1948

### Bühnenstücke
- Krieg, Schauspiel, 1906 (gemeinsam mit Johannes Wiegand)
- Die Himmelstür wird offenstehen!, Weihnachtsspiel, 1910
- Die heilige Not, Schauspiel, 1914 (gemeinsam mit Johannes Wiegand)
- Zirkus Bratengeiger, Schwank, 1918
- Die Hochzeit in der Pickbalge, heiteres Schauspiel, 1920

## Hörspiele
- 1926: Die Hochzeit in der Pickbalge - - Regie: Hans Böttcher (NORAG (Hamburg))
- 1951: De Hochtied in de Pickbalge – Bearbeitung und Regie: Eberhard Freudenberg (RB)
- 1952: Lammers is dorgegen – Regie: Jochen Rottke (RB)
- 1961: De Hochtied in de Pickbalge – Regie: Ivo Braak (RB)

## Auszeichnungen und Ehrungen
- 1936: Literaturpreis der Provinz Hannover (gemeinsam mit Alma Rogge und Moritz Jahn)